# Pyrrhorachis cosmetocraspeda
Pyrrhorachis cosmetocraspeda är en fjärilsart som beskrevs av Louis Beethoven Prout 1918. Pyrrhorachis cosmetocraspeda ingår i släktet Pyrrhorachis och familjen mätare. Inga underarter finns listade.